# Валарі Олман
Валарі Керолін Олман (англ. Valarie Carolyn Allman; нар. 23 лютого 1995) — американська легкоатлетка, яка спеціалізується в метанні диска.

## Спортивні досягнення
Дворазова олімпійська чемпіонка з метання диска (2021, 2024).
Срібна (2023) та бронзова (2022) призерка чемпіонатів світу з метання диска. Фіналістка (7-е місце) змагань з метання диска на чемпіонаті світу (2019).
Чемпіонка Діамантової ліги (2021, 2022, 2023, 2024).
Срібна призерка чемпіонату Північної та Центральної Америки та країн Карибського басейну з метання диска (2018).
Срібна призерка чемпіонату світу серед юніорів з метання диска (2014).
Срібна призерка Універсіади з метання диска (2017).
Багаторазова чемпіонка США з метання диска (2018, 2019, 2021, 2022, 2023, 2024).
Рекордсменка США з метання диска.

## Кар'єра
| Рік             | Змагання                      | Місце проведення        | Місце           | Дисципліна      | Результат       | Примітки        |
| Представник США | Представник США               | Представник США         | Представник США | Представник США | Представник США | Представник США |
| --------------- | ----------------------------- | ----------------------- | --------------- | --------------- | --------------- | --------------- |
| 2012            | Чемпіонат США серед юніорів   | Блумінгтон, США         | 6               | диск            | 50,91 м         |                 |
| 2013            | Чемпіонат США серед юніорів   | Де-Мойн, США            | 5               | диск            | 50,34 м         |                 |
| 2013            | Чемпіонат США                 | Де-Мойн, США            | 15              | диск            | 47,22 м         |                 |
| 2014            | Чемпіонат США серед юніорів   | Юджин, США              | 1               | диск            | 57,45 м         |                 |
| 2014            | Чемпіонат світу серед юніорів | Юджин, США              | 2               | диск            | 56,75 м         |                 |
| 2015            | Чемпіонат США                 | Юджин, США              | 10              | диск            | 56,12 м         |                 |
| 2015            | Універсіада                   | Кванджу, Південна Корея | 5               | диск            | 55,68 м         |                 |
| 2016            | Олімпійські випробування США  | Юджин, США              | 6               | диск            | 59,02 м         |                 |
| 2017            | Чемпіонат США                 | Сакраменто, США         | 3               | диск            | 57,93 м         |                 |
| 2017            | Чемпіонат світу               | Лондон, Велика Британія | 28 (кв.)        | метання диска   | 53,85 м         |                 |
| 2017            | Універсіада                   | Тайбей, Тайвань         | 2               | диск            | 58,36 м         |                 |
| 2018            | Чемпіонат США                 | Де-Мойн, США            | 1               | диск            | 63,55 м         |                 |
| 2018            | Чемпіонат NACAC               | Торонто, Канада         | 2               | диск            | 59,67 м         |                 |
| 2019            | Чемпіонат США                 | Де-Мойн, США            | 1               | диск            | 64,34 м         |                 |
| 2019            | Чемпіонат світу               | Доха, Катар             | 7               | метання диска   | 61,82 м         |                 |
| 2021            | Олімпійські випробування США  | Юджин, США              | 1               | диск            | 69,92 м         |                 |
| 2021            | Олімпійські ігри              | Токіо, Японія           | 1               | метання диска   | 68,98 м         |                 |
| 2022            | Чемпіонат світу               | Юджин, США              | 3               | метання диска   | 68,30 м         |                 |